# 然迪拉
然迪拉是巴西圣保罗州的一个市镇。总面积17.523平方公里，总人口113323人，人口密度6467.1人/平方公里。